# Eustochia
Eustochia – imię pochodzenia greckiego, złożone z elementów: eu-, 'dobry' i -stochos, 'granica, meta, skała'. Oznacza to 'niewiastę dążącą do dobrego celu', 'idącą dobrą drogą'. Genetycznym zdrobnieniem imienia (przez zmianę rodzaju na nijaki) jest Eustochium ('malutka, milutka Eustochia').
Patronkami imienia są:
- św. Eustochia Calafato, wspominana 20 stycznia
- bł. Eustochia (benedyktynka), wspominana 13 lutego
- św. Eustochium, wspominana 28 września